# Kali manganat
Kali manganat là hợp chất vô cơ có công thức hóa học là K2MnO4. Hợp chất này có màu xanh lá cây đậm, là một chất trung gian của quá trình tổng hợp kali pemanganat (KMnO4, còn gọi là thuốc tím) trong công nghiệp. Đôi khi, kali manganat bị nhầm lẫn với kali pemanganat, nhưng chúng là các hợp chất khác nhau với các tính chất khác biệt rõ rệt.

## Cấu trúc

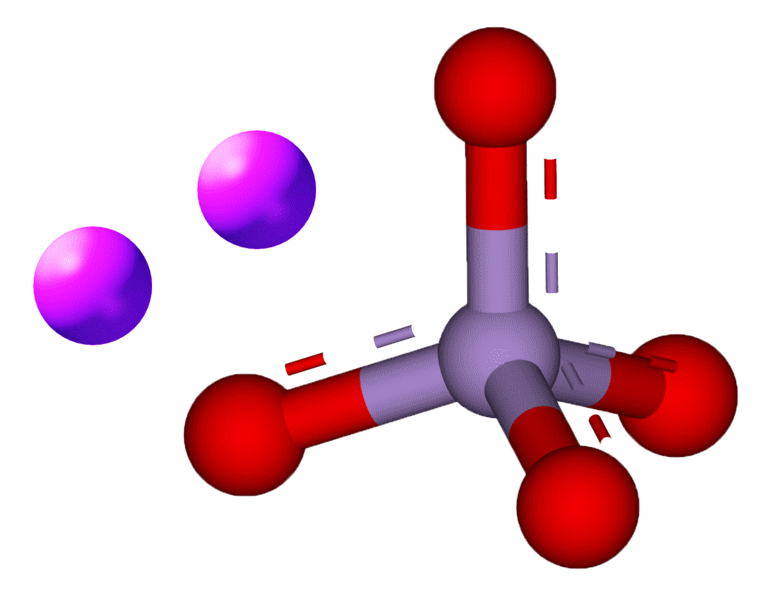
Phân tử K_{2}MnO_{4}

K2MnO4 là muối, gồm 2 cation K+ và anion MnO2−
4. Tinh thể học tia X cho thấy anion dạng tứ diện, với khoảng cách Mn–O là 1,66 Å, dài hơn khoảng cách Mn-O trong KMnO4 là 0,04 Å. Nó có cùng cấu trúc với kali sunfat.

## Tổng hợp
Kali manganat có thể điều chế trong công nghiệp bằng phản ứng của mangan dioxide với kali hydroxide trong oxy:
2MnO2 + 4KOH + O2 → 2K2MnO4 + 2H2O
Trong phòng thí nghiệm, kali manganat có thể được tổng hợp bằng cách đun nóng kali pemanganat hoà tan trong dung dịch kali hydroxide đặc sau đó được làm lạnh để tạo tinh thể màu xanh lục đậm là kali manganat:
4KMnO4 + 4KOH → 4K2MnO4 + O2 + 2H2O
Không có nhiều phản ứng mà trong đó nhóm OH– là chất khử. Dung dịch K2MnO4 được điều chế dưới điều kiện khuấy đều KMnO4 tan trong KOH 5–10 M trong một ngày ở nhiệt độ phòng, sau đó loại bỏ MnO2 không tan.
Để giảm một electron của pemanganat tạo thành manganat, có thể sử dụng anion I– làm chất khử:
2KMnO4 + 2KI → 2K2MnO4 + I2
Phản ứng này sẽ chuyển màu hỗn hợp từ tím, đặc trưng của pemanganat, sang màu xanh lục đậm của manganat. Phản ứng này cũng cho thấy rằng pemanganat(VII) có thể đóng vai trò như một chất nhận electron hơn vai trò thông thường của nó như một chất chuyền oxy. Bari manganat, BaMnO4, được tạo ra bằng việc khử KMnO4 với anion I– với sự có mặt của bari chloride. Giống như BaSO4, BaMnO4 tan ít trong hầu hết các dung môi.
Một phương pháp dễ dàng để điều chế kali manganat trong phòng thí nghiệm là nung nóng tinh thể hoặc bột kali pemanganat tinh khiết. Kali pemanganat sẽ phân hủy thành kali manganat, mangan(IV) oxit và khí oxy:
2KMnO4 → K2MnO4 + MnO2 + O2
Phản ứng này dùng để điều chế oxy trong phòng thí nghiệm, nhưng kali manganat thu được sẽ bị lẫn với mangan dioxide.

## Phản ứng
Kali manganat tương đối ổn định trong dung dịch kiềm, tuy nhiên nó bị phân hủy trong nước tạo thành kali pemanganat và mangan dioxide:
3K2MnO4 + 2H2O →  2KMnO4 + MnO2 + 4KOH